# Vehkakari
Vehkakari med Salunkari är en ö i Finland. Den ligger i Bottenhavet och i kommunen Sastmola i den ekonomiska regionen  Björneborgs ekonomiska region i landskapet Satakunta, i den västra delen av landet. Ön ligger omkring 39 kilometer norr om Björneborg och omkring 260 kilometer nordväst om Helsingfors.
Öns area är 2,8 hektar och dess största längd är 290 meter i sydöst-nordvästlig riktning.

## Sammansmälta delöar
- Vehkakari 61°48′36″N 21°30′29″Ö / 61.81012°N 21.50808°Ö
- Salunkari 61°48′33″N 21°30′30″Ö / 61.80916°N 21.50826°Ö